# Rudnea, Cerneahiv
Rudnea (în ucraineană Рудня) este un sat în comuna Ocereteanka din raionul Cerneahiv, regiunea Jîtomîr, Ucraina.

## Demografie
Componența lingvistică a localității Rudnea
     Ucraineană (97,14%)
     Rusă (2,86%)
Conform recensământului din 2001, majoritatea populației localității Rudnea era vorbitoare de ucraineană (97,14%), existând în minoritate și vorbitori de rusă (2,86%).